# Parafia św. Rozalii z Palermo w Przerębie
Parafia Świętej Rozalii z Palermo w Przerębie – parafia rzymskokatolicka w Przerębie. Należy do Dekanatu Kodrąb archidiecezji częstochowskiej. Została utworzona 2 listopada 1947 roku. Parafię prowadzą księża archidiecezjalni.